# Хора-Сирма (Ишакское сельское поселение)
Хора́-Сирма́ (чув. Хураçырма) — деревня в Чебоксарском районе Чувашской Республики. Входит в состав Ишакского сельского поселения.

## География
Находится в северной части Чувашии на расстоянии приблизительно 17 км на юго-запад по прямой от районного центра поселка Кугеси.

## История
Известна с 1795 года как выселок села Сретенское (ныне Ишаки), с 20 дворами. В XIX веке околоток деревни Вторая Алина (ныне в составе Хора-Сирмы). В 1858 году было учтено 319 жителей, в 1897—428 жителей, в 1926 — 44 двора, 216 жителей, в 1939—236 жителей, в 1979—269. В 2002 году было 66 дворов, в 2010 — 71 домохозяйство. В 1930 году образован колхоз им. Сталина.

## Население
Постоянное население составляло 150 человек (чуваши 100 %) в 2002 году, 163 в 2010.